# Alskiktdyna
Alskiktdyna (Daldinia petriniae) är en svampart som beskrevs av Y.M. Ju, J.D. Rogers & F. San Martín 1997. Alskiktdyna ingår i släktet Daldinia och familjen kolkärnsvampar.  Arten är reproducerande i Sverige. Inga underarter finns listade i Catalogue of Life.